# Il était une fois 2
Pour les articles homonymes, voir Il était deux fois.
Série
Il était une fois
(2007)
Pour plus de détails, voir Fiche technique et Distribution.
Il était une fois 2 (Disenchanted) est un film musical américain réalisé par Adam Shankman et sorti en 2022 sur Disney+.
Il fait suite au film Il était une fois, réalisé par Kevin Lima et sorti en 2007.

## Synopsis
Dix ans après les événements de Il était une fois, Giselle, Robert et Morgan vivent heureux ensemble avec Sofia, le nouveau-né de la famille. Toutefois, la vie à Manhattan commence à être compliquée, et la famille emménage à Monroeville, une banlieue résidentielle dirigée par l'arrogante Malvina Monroe. L'emménagement ne se passe pas comme prévu : la maison doit être rénovée et Robert doit faire la navette pour se rendre à son lieu de travail. Morgan, quant à elle, n'est pas acceptée dans sa nouvelle école, obtient sans plus l'attention de Tyson, le fils de Malvina, et sa relation avec Giselle s'envenime.
Edward et Nancy, maintenant souverains d'Andalasia, rendent visite à la famille et leur offrent une baguette magique capable d'exaucer les souhaits. Giselle l'utilise afin de vivre un conte de fées parfait. Le lendemain, Monroeville est devenue un royaume magique appelée Monrolasia : Morgan est heureuse et Robert croit être un grand aventurier.
Malvina est devenue la méchante reine de la ville et est dotée de pouvoirs magiques. Giselle se découvre également un nouveau comportement et prend du plaisir à maltraiter Morgan, réalisant qu'elle devient peu à peu la méchante belle-mère du conte de fées. Le parchemin d'instruction de la baguette magique révèle à Giselle qu'elle puise peu à peu dans la magie d'Andalasia pour transformer le vrai monde en conte de fées et qu'au douzième coup de minuit, le maléfice sera permanent.
Malvina apprend l'existence de la baguette magique et envoie ses deux sbires, Rosaleen et Ruby, la voler ; cependant, le parchemin révèle que la baguette ne peut être utilisée que par une personne andalasienne. Giselle réalise qu'elle risque de devenir mauvaise pour toujours et convainc Morgan de les sauver en l'envoyant à Andalasia.
Là-bas, Morgan apprend qu'une fois que le maléfice sera permanent, Andalasia disparaîtra pour toujours. Nancy et Edward suggèrent d'utiliser la magie de leurs souvenirs pour aider Giselle.
Maintenant sous la totale influence de sa nouvelle personnalité, Giselle confronte Malvina pour le rôle de reine de Monrolasia. Lors du bal, les deux méchantes se font face dans un duel de magie, Giselle battant Malvina sans difficulté. Morgan et Nancy retrouvent Robert et Tyson puis se dépêchent d'aller empêcher le duel. Morgan, grâce à la magie des souvenirs, parvient à faire retrouver à Giselle son état normal.
Ne souhaitant pas que le sort soit rompu, Malvina prend Morgan en otage et demande la baguette en échange avant de la briser. Alors que minuit approche, tout Andalasia, Giselle comprise, se met à disparaître. Alors que Robert et Tyson empêche le dernier coup de sonner en sabotant les rouages de l'horloge de la ville, Giselle dit à Morgan qu'en étant sa fille adoptive, elle est devenue andalasienne et peut utiliser la magie. Morgan souhaite alors être chez elle avec sa mère alors que Malvina détruit l'horloge sous le dernier coup de minuit.
Morgan se réveille dans la maison, où tout est revenu normal. Seules elle et Giselle savent ce qu'il s'est réellement passé, tandis que tous les autres habitants pensent avoir fait un rêve. Quelque temps plus tard, Giselle a rejoint le conseil de la ville, Robert travaille maintenant à Monroeville, Morgan et Tyson sortent ensemble et Nancy et Edward rendent de nouveau visite à la famille Philip.

## Fiche technique
Sauf indication contraire, les informations mentionnées dans cette section peuvent être confirmées par la base de données cinématographiques IMDb,  présente dans la section « Liens externes ».
- Titre original : Disenchanted
- Titre français et québécois : Il était une fois 2
- Réalisation : Adam Shankman
- Scénario : Adam Shankman, Brigitte Hales, Richard LaGravenese, Scott Neustadter et Michael H. Weber, d'après les personnages créés par Bill Kelly
- Musique : Alan Menken
- Décors : Dan Hennah
- Costumes : Joan Bergin
- Photographie : Simon Duggan
- Montage : Chris Lebenzon et Emma E. Hickox
- Production : Barry Josephson et Barry Sonnenfeld
- Producteurs délégués : Jo Burn et Sunil Perkash
- Sociétés de production : Walt Disney Pictures, Josephson Entertainment, Andalasia Productions et Right Coast Productions
- Société de distribution : Disney+
- Budget : n/a
- Pays de production :  États-Unis
- Langue originale : anglais
- Format : couleur
- Genres : comédie romantique, animation, musical, aventures, fantastique
- Durée : 118 minutes
- Date de sortie[1]
  - États-Unis : 16 novembre 2022 (avant-première au El Capitan Theatre)
  - Monde : 18 novembre 2022 sur Disney+

## Distribution
- Amy Adams (VF : Valérie Siclay (dialogues) / Rachel Pignot (chants) ; VQ : Éveline Gélinas) : Giselle

- Patrick Dempsey (VF : Damien Boisseau ; VQ : Daniel Picard) : Robert Philip
- Maya Rudolph (VF : Prisca Demarez ; VQ : Marika Lhoumeau) : Malvina Monroe
- Gabriella Baldacchino (VF : Kaycie Chase ; VQ : Marguerite D'Amour) : Morgan Philip
- James Marsden (VF : Pierre Tessier ; VQ : Martin Watier) : le prince Edward
- Idina Menzel (VF : Véronique Desmadryl (dialogues) / Jeanne Jerosme (chants) ; VQ : Catherine Hamann) : Nancy Tremaine
- Yvette Nicole Brown (VF : Corinne Wellong ; VQ : Isabelle Leyrolles) : Rosaleen
- Jayma Mays (VF : Edwige Lemoine ; VQ : Annie Girard) : Ruby
- Oscar Nuñez (VF : Laurent Morteau ; VQ : Nicolas Charbonneaux-Collombet) : Edgar

et les voix de 
- Jeff Bennett (VF : Emmanuel Garijo ; VQ : Hugolin Chevrette-Landesque) : Pip
- Alan Tudyk (VF : Bernard Alane ; VQ : Benoît Brière) : Le Parchemin

Version française réalisée par Dubbing Brothers ; supervision artistique : Émilie Dubos ; adaptation des dialogues et des chansons :  Philippe Videcoq-Gagé ; direction artistique : Barbara Tissier ; direction musicale : Magali Bonfils.[réf. nécessaire]

## Bande originale

### Chansons du film
- Toujours plus enchanté (Even More Enchanted) - Giselle
- La Magie d'Andalasia (The Magic of Andalasia) - Nancy et Edward
- Toujours plus enchanté - Finale (Even More Enchanted Finale) - Giselle
- Une vraie vie de rêve - Le Souhait (Fairytale Life - The Wish) - Giselle
- Une vraie vie de rêve - Après le sortilège (Fairytale Life - After the Spell) - Giselle, Morgan, Robert et le choeur
- Parfaite (Perfect) - Morgan et chœur
- Méchante (Badder) - Giselle et Malvina
- Le Pouvoir de l'amour (Love Power) - Nancy
- Le Pouvoir de l'amour - Reprise (Love Power II) - Giselle
- Love Power Ends Credits

## Production

### Genèse et développement
En février 2010, il est révélé que Walt Disney Pictures envisage une suite à Il était une fois (2007), toujours produite par Barry Josephson et Barry Sonnenfeld. Jessie Nelson est annoncée comme scénariste et Anne Fletcher comme réalisatrice. Disney espère alors le retour de tous les acteurs principaux et envisage une sortie pour 2011. Le projet prend finalement plus de temps. En juillet 2014, Disney engage d'autres scénaristes, J. David Stem et David N. Weiss, alors qu'Anne Fletcher doit toujours réaliser le film. En octobre 2016, The Hollywood Reporter annonce cependant qu'Adam Shankman est en négociation pour le poste de réalisateur du film, dont le titre Disenchanted est alors révélé. Le retour d'Amy Adams est confirmé et le début du tournage est annoncé pour l'été 2017. En janvier 2018, Adam Shankman précise que le scénario est quasiment fini et que la prochaine étape est l'écriture de la musique et des chansons.
En mai 2019, le compositeur Alan Menken révèle cependant que Disney n'a pas encore donné le feu vert et que les scénaristes sont encore au travail. En février 2020, Stephen Schwartz révèle que plusieurs réunions ont eu lieu à Londres et qu'Adam Shankman participe à l'écriture du script.
En décembre 2020, lors du Disney Investor Day, le président de la production de Disney Sean Bailey (en) annonce officiellement le film. Il est précisé que Brigitte Hales a également contribué au scénario.
La préproduction débute en mars 2020. Elle est interrompue par la pandémie de Covid-19. En décembre 2020, il est annoncé que Disney a engagé d'autres scénaristes : Richard LaGravenese, Scott Neustadter et Michael H. Weber.

### Attribution des rôles
En décembre 2020, lors du Disney Investor Day, le retour d'Amy Adams est confirmé, tout comme celui de Patrick Dempsey quelques jours plus tard. En avril 2021, Maya Rudolph, Yvette Nicole Brown et Jayma Mays sont annoncées pour incarner des nouveaux personnages,.
En mai 2021, Disney annonce sur Twitter que Gabriella Baldacchino incarnera Morgan Philip, succédant ainsi à Rachel Covey.

### Tournage
Le tournage devait initialement débuter en mai 2021 à Los Angeles. Le 23 avril 2021, il est finalement annoncé qu'il débutera à l'été en Irlande et s'achèvera en août. Le 6 mai 2021, Amy Adams confirme sur les réseaux sociaux qu'elle est arrivée en Irlande pour le tournage, qui débute officiellement le 17 mai 2021,. Les prises de vues ont notamment lieu à Enniskerry, Wicklow et Dublin. Le tournage en Irlande s'achève le 22 juillet 2021. Quelques scènes sont tournées à New York et Los Angeles.